# Philosophische Fakultät Osijek

Logo der Josip-Juraj-Strossmayer-Universität Osijek

Die Philosophische Fakultät Osijek (kroat.: Filozofski fakultet u Osijeku) ist ein Teil der staatlichen kroatischen Josip-Juraj-Strossmayer-Universität in Osijek, Slawonien.

## Geschichte
Die Philosophische Fakultät ist die älteste Zweigstelle der Josip-Juraj-Strossmayer-Universität in Osijek. Seit der Gründung der sogenannten Lehrerbildungsanstalt im Jahr 1893 werden ununterbrochen Lehrer ausgebildet. Ab 1961 war sie unter dem Namen Pädagogische Akademie tätig. Das Studium, welches zunächst Lehrer für den Grundschulunterricht ausbildete, dauerte vier Semester. Das erste reguläre Studienjahr begann am 1. Oktober 1961 und die feierliche Eröffnung fand am 28. Oktober desselben Jahres statt. In der ersten Generation waren 96 Studenten immatrikuliert, während es in der sechzehnjährigen Bestehungszeit insgesamt 3865 waren. Ab dem Studienjahr 1977/78 wurde die Pädagogische Akademie in die Pädagogische Fakultät umbenannt, die mittlerweile Lehrer für den Grund- und Mittelschulenunterricht ausbildete. Die feierliche Eröffnung fand am 5. April 1978 statt. Während des kroatischen Unabhängigkeitskrieges (1991–1995) fanden die Vorlesungen trotz erheblicher Schwierigkeiten statt. Während der Angriffe kamen das Gebäude, die Bibliothek mit zahlreichen Büchern sowie große Teile des Inventars zu Schaden. Bis zum 31. März 1992 verließen insgesamt 52 Professoren die Fakultät. Am 10. Februar 2004 änderte die Pädagogische Fakultät ihren Namen in die Philosophische Fakultät, die jetzt auch Professoren ausbildete. Im Jahr 2007 verzeichnete die Philosophische Fakultät das dreihundertjährige Jubiläum seit der Gründung des Philosophiestudiums in Osijek, welches damals von den Franziskanern unter dem Namen „Studium Philosophicum Essekini“ initiiert wurde.

## Studienprogramm
Mit der Einführung des Bologna-Prozesses im kroatischen Hochschulwesen im Jahr 2005 änderte sich auch das Studienprogramm der Philosophischen Fakultät. Es setzt sich nun aus dem Bachelor- und dem darauf aufbauenden Magisterstudiengang zusammen. Der Bachelorstudiengang (kroat.: preddiplomski studij) dauert drei Studienjahre bzw. sechs Semester. Nach erfolgreichem Abschluss, d. h. wenn alle Prüfungen bestanden sind und die Diplomarbeit angenommen wird, kann im Anschluss der Magisterstudiengang (kroat.: diplomski studij) eingeschrieben werden. Dieser dauert in der Regel zwei Studienjahre bzw. vier Semester. Bei Lehramtsstudiengängen erhält man nach Abschluss dieses Studiums zusätzlich die Lehramtsbefähigung, bei Übersetzerstudiengängen die entsprechende Übersetzerbefähigung. Auch der Doktortitel kann in bestimmten Fächerverbindungen erlangt werden. (kroat.: poslijediplomski studij)

## Studiengänge
An der Philosophischen Fakultät können insgesamt 9 Studiengänge belegt werden:
- Kroatische Sprache und Literatur (ein- und zweifächrig)
- Geschichte (ein- und zweifächrig)
- Informatologie (einfächrig)
- Deutsche Sprache und Literatur (ein- und zweifächrig)
- Englische Sprache und Literatur (zweifächrig)
- Pädagogik (zweifächrig)
- Psychologie (einfächrig)
- Philosophie (ein- und zweifächrig)
- Ungarische Sprache und Literatur (zweifächrig)

Die Fächerverbindungen variieren von Jahr zu Jahr, können also nicht beliebig kombiniert werden. Auch die Anzahl der Studienplätze ist begrenzt. Um einen Studienplatz zu erhalten, muss vor Studienbeginn eine Eignungsfeststellungsprüfung bestanden werden, die mit bestimmten Noten aus der Mittelschule einen Durchschnitt bildet. Dieser wiederum entscheidet, ob man – abhängig von dem erzielten Platz auf der Rangliste – aufgenommen wird oder nicht bzw. ob man Studiengebühren zahlen muss oder auf Kosten des Bildungsministeriums studieren darf.

## Technische Unterstützung
Um den Studenten zusätzliche Unterstützung zu bieten, gibt es für fast jeden Studiengang eine eigene Homepage der jeweiligen Abteilung. Hier werden Stundenpläne, Sprechstunden, aktuelle Ereignisse oder Prüfungsergebnisse veröffentlicht. Zusätzlich besteht die Möglichkeit, Prüfungen per SMS anzumelden und sein Studienbuch online zu verwalten. Im Forum der einzelnen Abteilungen können sich die Studenten untereinander austauschen, sich Ratschläge geben, Materialien weiterleiten oder einfach in Kontakt bleiben.